# (85191) 1991 RP4
1991 أر بي 4 (ويعرف أيضًا باسم (85191) 1991 أر بي 4 وفق تسمية الكوكب الصغير) (بالإنجليزية: 1991 RP4)‏ هو كويكب ضمن حزام الكويكبات؛ وترتيبه 85191 من حيث الاكتشاف.
اكتُشف هذا الجُرم الفلكي بواسطة هيروشي كانيدا في 7 سبتمبر 1991.

## وصلات خارجية
- (85191) 1991 RP4 في قاعدة بيانات مختبر الدفع النفاث لأجرام النظام الشمسي الصغيرة

- الاكتشاف · مخطط المدار ·  العناصر المدارية · المعلمات المادية

- (85191) 1991 RP4 على موقع ويكي سكاي: DSS2, SDSS, GALEX, IRAS, Hydrogen α, X-Ray, Astrophoto, Sky Map, Articles and images